# Bernard (Iowa)
Bernard es una ciudad situada en el condado de Dubuque, en el estado de Iowa, Estados Unidos. Según el censo de 2000 tenía una población de 97 habitantes.

## Geografía
Según la Oficina del Censo de los Estados Unidos, la localidad tiene un área total de 0,24 km², la totalidad de los cuales corresponden a tierra firme.

## Demografía
Según el censo de 2000, había 97 personas, 46 hogares y 25 familias residiendo en la localidad. La densidad de población era de 406,75 hab./km². Había 48 viviendas con una densidad media de 205,9 viviendas/km². El 100,00% de los habitantes eran blancos.
Según el censo, de los 46 hogares, en el 23,9% había menores de 18 años, el 47,8% pertenecía a parejas casadas, el 6,5% tenía a una mujer como cabeza de familia, y el 43,5% no eran familias. El 37,0% de los hogares estaba compuesto por un único individuo, y el 19,6% pertenecía a alguien mayor de 65 años viviendo solo. El tamaño promedio de los hogares era de 2,11 personas, y el de las familias de 2,85.
La población estaba distribuida en un 19,6% de habitantes menores de 18 años, un 7,2% entre 18 y 24 años, un 32,0% de 25 a 44, un 19,6% de 45 a 64, y un 21,6% de 65 años o mayores. La media de edad era 40 años. Por cada 100 mujeres había 115,6 hombres. Por cada 100 mujeres de 18 años o más, había 116,7 hombres.
Los ingresos medios por hogar en la localidad eran de 30.000 dólares ($), y los ingresos medios por familia eran 41.875 $. Los hombres tenían unos ingresos medios de 23.125 $ frente a los 19.167 $ para las mujeres. La renta per cápita para la ciudad era de 32.671 $. El 6,1% de la población y el 7,4% de las familias estaban por debajo del umbral de pobreza. El 9,5 % de los habitantes de 65 años o más vivían por debajo del umbral de pobreza.